# Skwer Stefana Pieczki
Skwer Stefana Pieczki, polsky Skwer im. ks. prałata Stefana Pieczki, je náměstí s fontánou, stromy a ocelovými plastikami ve čtvrti Centrum okresního města Ratiboř (Racibórz) ve Slezském vojvodství v jižním Polsku. Nachází se u farního kostela Nanebevzetí Panny Marie (Kościół Wniebowzięcia Najświętszej Maryi Panny). 

## Další informace
Skwer Stefana Pieczki je architektonicky, esteticky hodnotný a populární element města Ratiboř. Vznikl revitalizací místa. V roce 2016 byla revitalizace skweru oceněna prestižní cenou „Najlepiej Zrewitalizowana Przestrzeń Zieleni“.

## Galerie

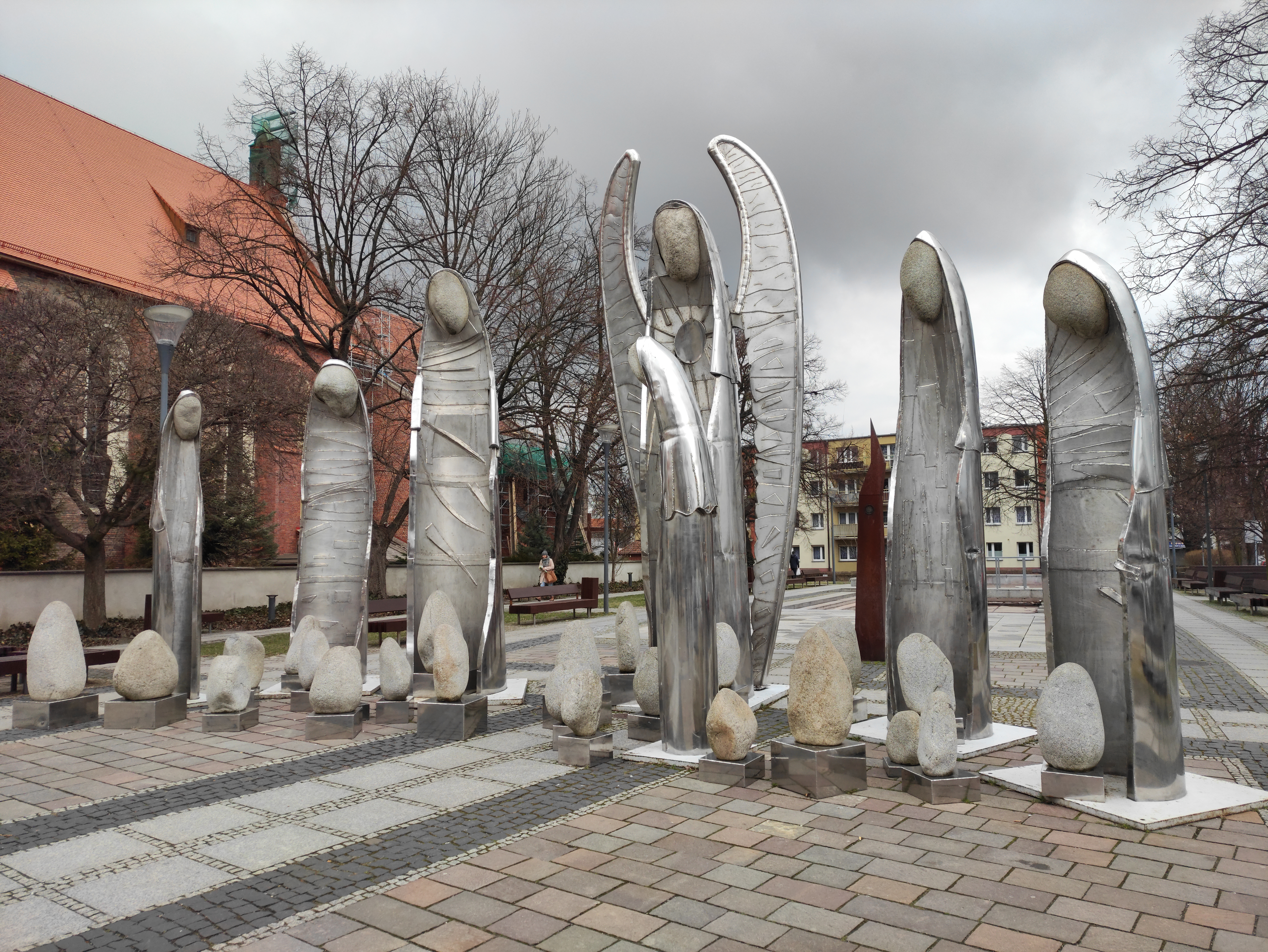
Sousoší Anioły (Andělé)
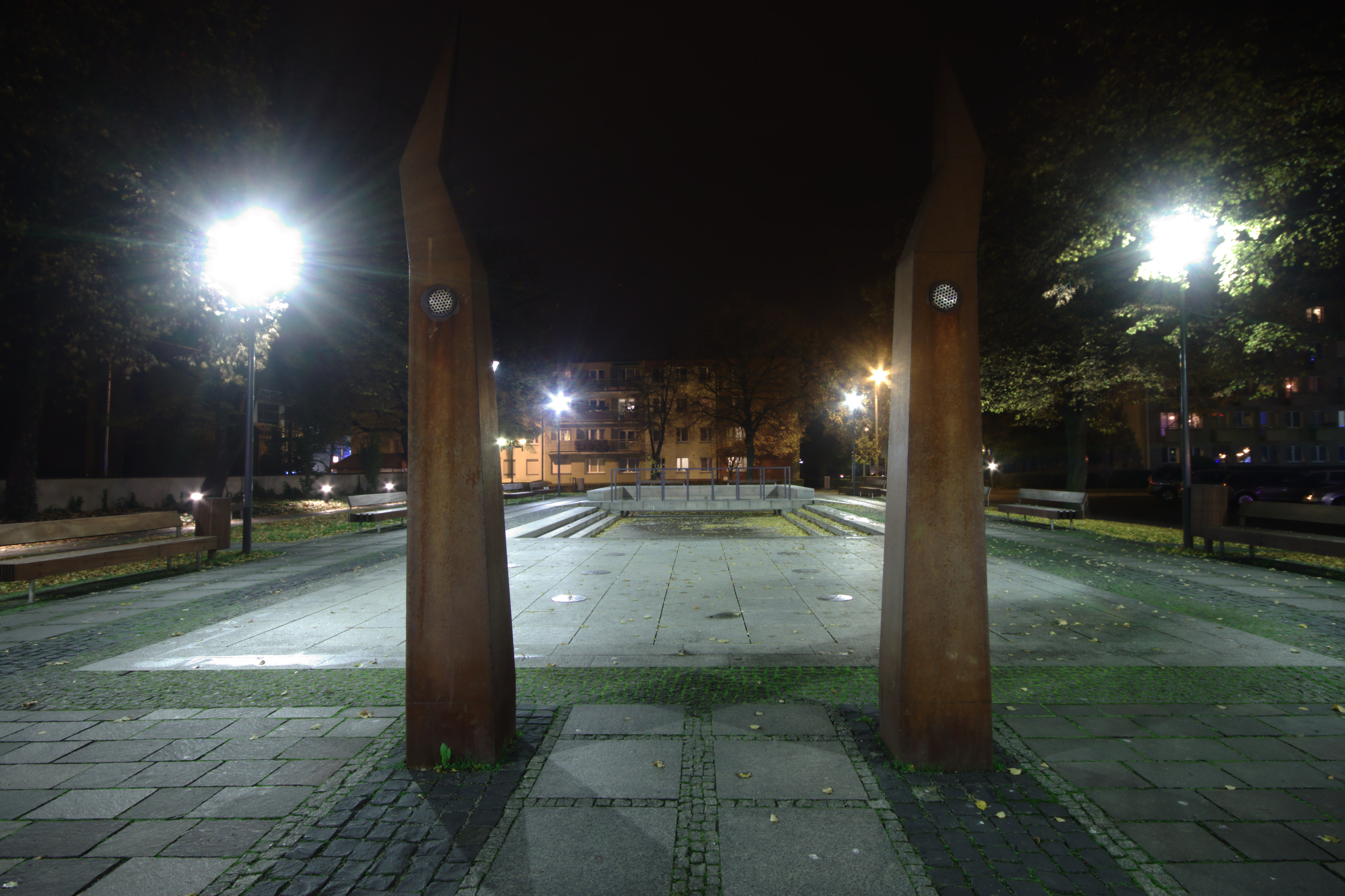
Náměstí v Ratiboři v noci (2016)